# Exochus hormus
Exochus hormus là một loài tò vò trong họ Ichneumonidae.